# Falcileptoneta kugoana
Falcileptoneta kugoana là một loài nhện trong họ Leptonetidae.
Loài này thuộc chi Falcileptoneta. Falcileptoneta kugoana được T. Komatsu miêu tả năm 1961.